# Префектура Акіта
Префекту́ра А́кіта (яп. 秋田県, あきたけん, МФА: [akʲita keɴ]?) — префектура в Японії, в регіоні Тохоку.  Розташована в північно-східній частині острова Хоншю, на узбережжі Японського моря. Адміністративний центр префектури — Акіта. Межує з префектурами Аоморі, Івате, Ямаґата, Міяґі. Заснована 1871 року на основі північної частини провінції Дева, батьківщини стародавніх племен еміші. Площа становить 11 636,25 км². Станом на 1 серпня 2011 року в префектурі мешкало 1 076 781 осіб. Густота населення складала 92,5 осіб/км². Основою економіки є сільське господарство, машинобудування, комерція, туризм. На території префектури розташовані гори Шіракамі, покриті первісними буковими лісами, об'єкт Світової спадщини ЮНЕСКО. Віддалена від основних політико-економічних центрів Японії, що сприяло консервації багатьох форм японської матеріальної і духовної культури, яка зникла під натиском середньовічної китаєзації чи вестернізації нового часу. Зокрема, саме жителі Акіти зберегли найбільшу кількість　народних пісень. Префектура також відома білолицими «акітськими красунями», яких традиційно зараховують до найвродливіших жінок Японії, та породою акітських собак.

## Географія

Топографічна мапа префектури Акіта

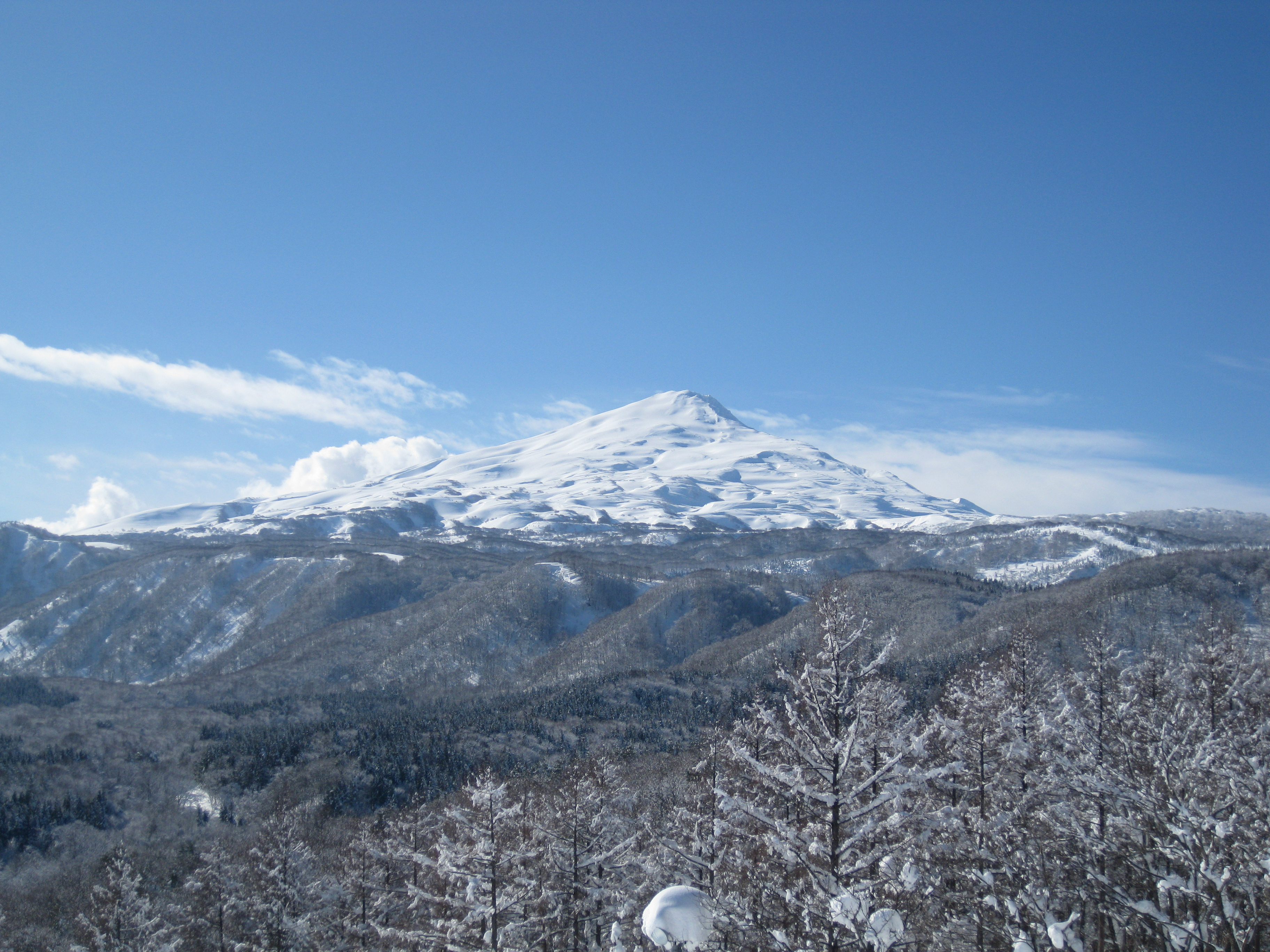
«Акітська Фуджі» — гора Тьокай.

Префектура Акіта розташована у північній частині острова Хонсю, на північному заході регіоні Тохоку. Вона межує на півночі з префектурою Аоморі, на сході з префектурою Івате, а на півдні з префектурами Міяґі та Ямаґата. На заході Акіта омивається водами Японського моря.
Площа префектури Акіта становить близько 11 612,22 км². За цим показником вона посідає 6-е місце у країні серед інших префектур.
У префектурі Акіта переважає гористий рельєф. Високі гори на сході, що вкриті хвойними і змішаними лісами, поступово змінюються пагорбами на заході. Основними гірськими масивами є гори Оу, Дева, Тайхей, Шіракамі та пагорби Сасаморі. Зокрема, гори Шіракамі, що багаті первісними буковими лісами, занесені до списку Світової спадщини ЮНЕСКО як цінний пам'ятник природи.
Найвища точка префектури — гора Тьокай, яку часто називають «акітською Фуджі».
У центральній частині префектури, у нижній течії річки Омоно, знаходиться рівнина Акіта. Вздовж північного і південного узбережжя розміщенні, відповідно, рівнини Носіро і Хондзьо. У гірський місцевості лежать низини Одате, Такасу, Карін і Йокоте. Рівнинами і низинами протікають річки, які впадають у Японське море. Найбільшими з них є Йонесіро, Омоно та Койосі.

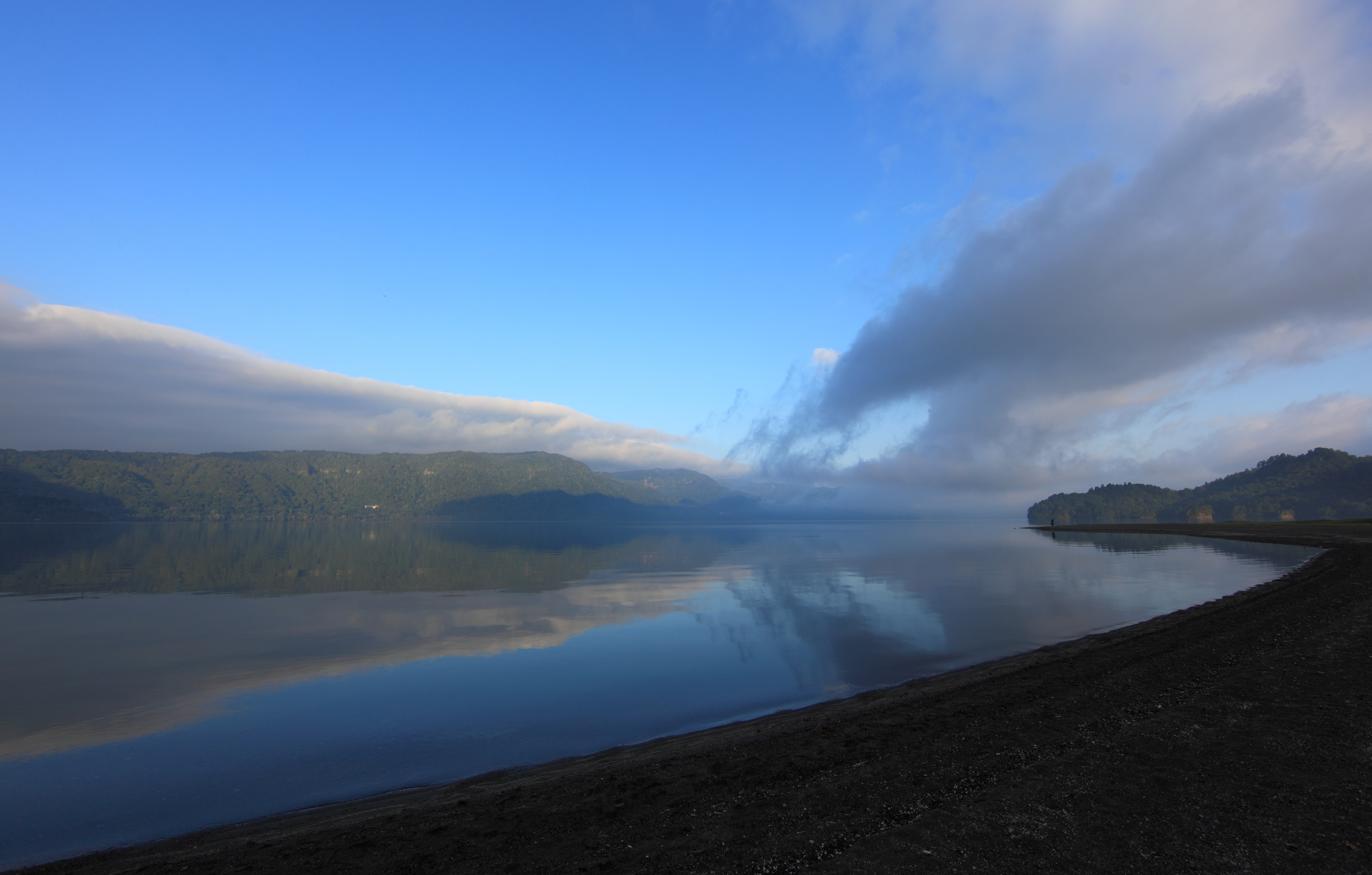
Набережна озера Товада.

На західному узбережжі префектури знаходиться півострів Оґа, у основи якого лежить озеро Хатіроґата. Свого часу воно було другим за величиною озером Японії, але у 1967—1977 роках його частково осушили. Також в префектурі Акіта розташоване озеро Товада — унікальна водойма у кратері вулкана, Тадзава — найглибше озеро Японії глибиною 423,4 м, і велике озеро Тайхей.
На території префектури розміщено ряд заповідників і парків різних рівнів. Це Національний заповідник вулканічної гряди Товада-Хатімантай, субнаціональні парки півострова Оґа, гори Тьокай і гори Курікома, а також 8 парків префектурного рівня.
Кедрові ліси, яким вже більше 200 років, та численні гаї вважаються одними з найкрасивіших зелених куточків Японії.
Префектура Акіта, як і всі інші префектури країни, що виходять на узбережжя Японського моря, багата на опади. Вітри, що дмуть із заходу в долини Акіти, залишають тут весь свій запас вологи, бо з інших трьох сторін префектура оточена високими гірськими хребтами, що не випускають хмар. На 2007 рік середня кількість опадів становила 1,477 мм, а середня температура повітря — 11.9 °C.

## Історія

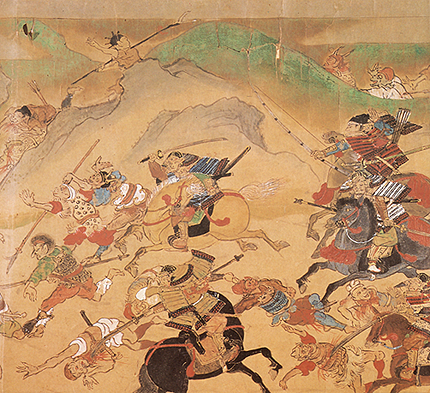
Стародавні еміші в уяві середньовічних японців виглядали дикими напівлюдьми. На картині японське військо жене загони еміші.

Територія сучасної префектури Акіта була заселена у пізньому палеоліті. Протягом періоду Джьомон (10 000 до Р. Х. — 300 до Р. Х.) місцеве населення створило власну мисливсько-збиральницьку культуру. Носії цієї культури вели традиційний спосіб життя до 6 століття, допоки не зіткнулися з політико-господарською експансією Ямато — молодої японської держави. Яматосці називали автохтонів «еміші» і намагалися підкорити їх владі свого монарха.
У 733 році завойовники перенесли на землі сучасної префектури форт Дева і дали йому нове ім'я — замок Акіта. У ньому розміщувалась японська адміністрація, завданням якої була пацифікація місцевих племен. Землі сучасної Акіти були включені до складу провінції Дева, за винятком північно-східної частини, що була згодом інкорпорована до складу провінції Муцу. Для японців панування на новоосвоєних землях проходило не спокійно: у 878 і 939 спалахували великі повстання еміші, у результаті яких замок Акіта декілька разів спалювався. Проте з 10 століття задля зміцнення свого панування японська влада повела курс на включення емішійських вождів до японської знаті і їхніми руками остаточного підкорила собі весь регіон Тохоку.
З ослабленням центрального уряду у 11 столітті в усій Японії почали формуватися самурайські громади, які фактично контролювали ситуацію у регіонах. На території сучасної Акіти це були самурайські роди емішійського походження Абе і Кійохара. Однак після міжусобиць 1051—1062 і 1083—1087 років, замість них владу у всьому регіоні захопив рід Фудзівара. Контроль над землями Акіти він доручив своїм васалам — дрібним самурайським родам Каваті, Окава та Юрі.
Наприкінці 12 століття, зі встановленням Камакурського сьоґунату, сьоґунський рід Мінамото перебрав собі землі Акіти і надав їх своїм особистим васалам — родам Наріта, Або, Акімото, Нара, Татібана, Асарі, Хіраґа і Онодера. Володіння старої знаті були конфісковані і лише рід Юрі спромігся зберегти свою батьківщину. Такий порядок тривав до 2-ї половини 16 століття, коли більшість з самурайських родин була об'єднана під проводом роду Андо.

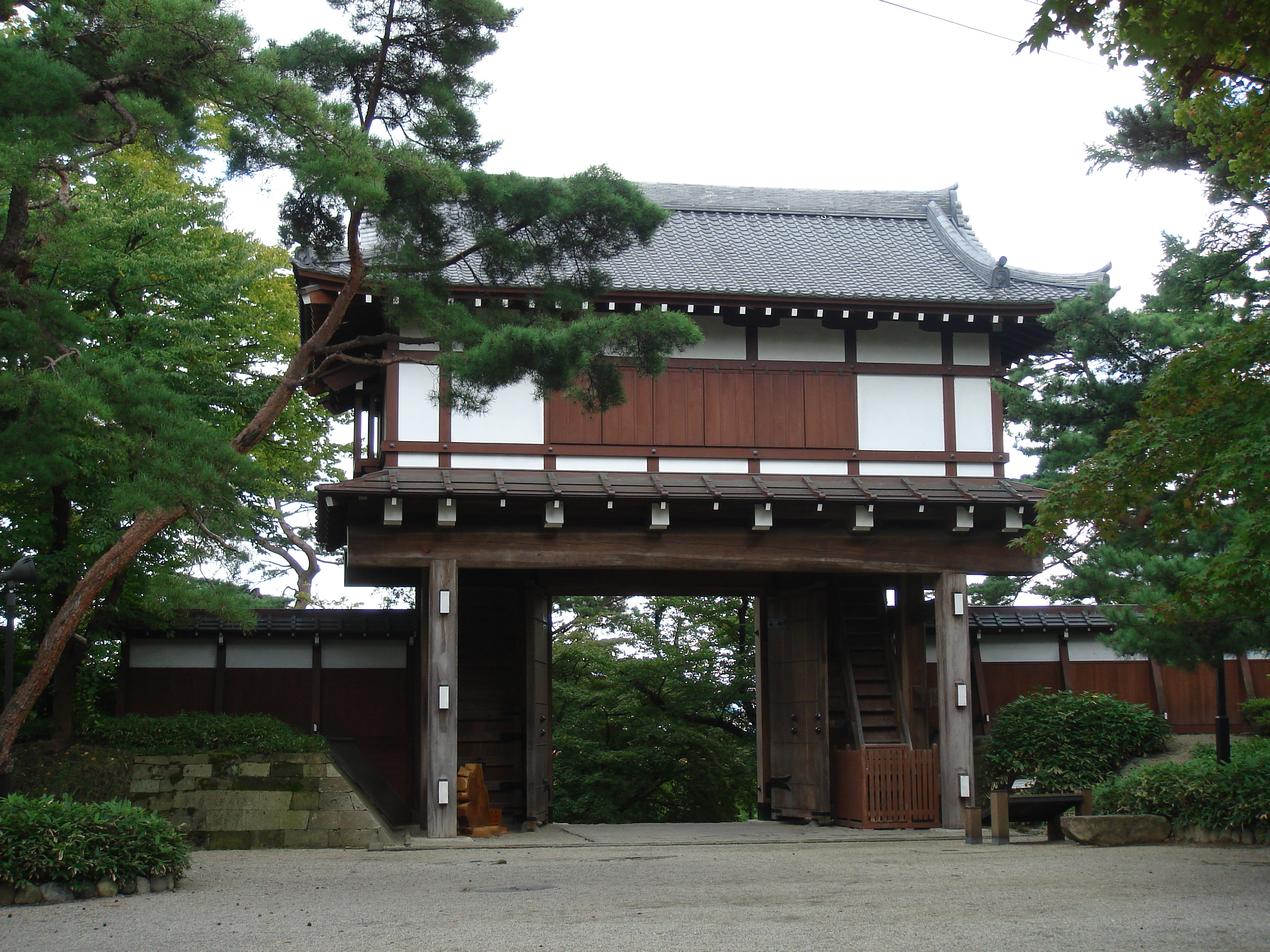
Головні ворота замку Кубота, цитаделі Кубота-хану роду Сатаке.

У 17 столітті, в результаті битви при Секіґахара та встановлення Едоського сьоґунату була змінена політико-адміністративна карта Японії. Більшість давніх родів Акіти втратили свої володіння і були переведені до провінції Хітаті. На їхнє місце, як покарання, було перекинуто рід Сатаке, який став господарем автономної адміністративної одиниці Кубота-хан. Основою її економіки було видобування залізної руди, міді та продаж деревини криптомерій. Окрім цього хана, існували менші — Камеда-хан роду Івакі та Хондзьо-хан роду Хонґо.
Після реставрації прямого імператорського правління, в Японії провели адміністративну реформу 1871 року. На території сучасної Акіти утворили 6 префектур, які 13 грудня 1871 року об'єднали у одну — префектуру Акіта. Центром нової адміністративної одиниці стало містечко Кубота, яке з 1889 року отримало статус міста і було перейменоване на Акіта.
Наприкінці 19 — першій половині 20 століття Акіта залишалася переважно сільськогосподарською префектурою, хоча її також заторкнула індустріалізація загальнояпонського масштабу. У 1901 році у префектурному центрі збудували електростанцію, а у 1905 і 1924 роках проклали залізничні шляхи, які з'єднали Акіту з іншими префектурами регіону Тохоку. 1935 року на території префектури Акіта знайшли нафту, що стало поштовхом для розробки нафтових родовищ району Ябасе. Проте господарський розвиток був призупинений вступом Японії у Другу світову війну. Чимало вихідців з префектури загинули на її фронтах, а район Цутідзакі міста Акіта зазнав варварських бомбардувань авіації США.
Друга половина 20 століття позначилась відродженням економіки та демократизацією громадського життя. У 1947 року вперше на всезагальних виборах мешканці префектури обрали префекта Акіти. 1961 року було збудовано аеропорт Акіта, а 1997 року відкрито залізницю для швидкісного потяга сінкасена та швидкісну автостраду Акіта.

## Адміністративний поділ
Статистичні дані префектури Акіта з площі подано на 1 жовтня 2007, з населення — на 1 липня 2008. (Площа — км², Густота — осіб/км²)

## Демографія
Префектура Акіта є однією з малозаселених префектур Японії. За даними перепису, проведеного 1 жовтня 2005 року, її населення становило 1 145 501 мешканців, а густота населення — 101 осіб/км². Це 35-а за кількістю населення префектура Японії.
За приблизними підрахунками, проведеними префектурною адміністрацією Акіти, населення префектури на 1 липня 2008 року становить близько 1 110 459 осіб, а густота населення — 1431 осіб/км².
Акіта має найвищі в країні показники зі скорочення населення. З 2000 по 2005 рік кількість мешканців префектури скоротилась на 3.7%.

## Економіка
Станом на 2005 рік валовий внутрішній продукт префектури Акіта дорівнює близько 3,7 трильйонів єн. Доля економіки префектури в загальнояпонському господарстві становить 1%.
Традиційно первинний сектор — сільське господарство і лісництво — має велику питому вагу в економіці Акіти. Префектура відома на всю Японію вирощуванням першокласного рису сорту акіта-коматі, курей та риб-волосозубів. а також високоякісною деревиною. Також значну долю в економіці Акіти посідає третинний сектор — меншим чином торгівля і комерція, а більше послуги пов'язані з державно-адміністративною роботою. Вторинний сектор економіки в порівнянні з іншими префектурами розвинений слабо, проте за останні пару років стрімкими темпами розвивається виробництво електротоварів.

### Первинний сектор економіки

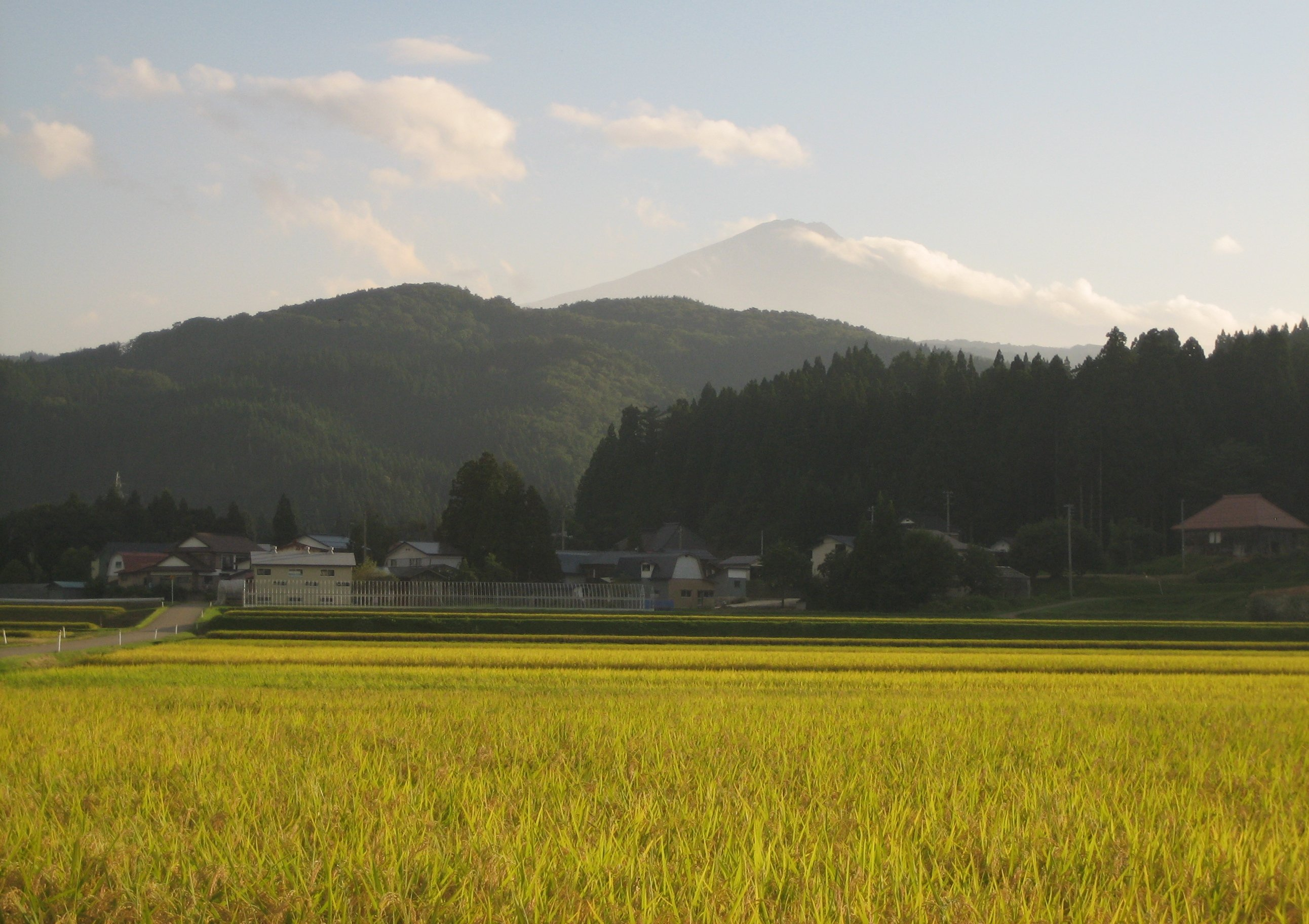
Золотисті поля дозрілого рису на фоні гори Тьокай.

У префектурі Акіта знаходиться понад 60 тисяч сільськогосподарських дворів, на яких зайнято понад 91 тисяч осіб. Близько 59,5% прибутку від сільськогосподарської продукції, що виготовляється в префектурі, припадає на рис. За обсягами його врожаю Акіта посідає 3-є місце в Японії. На долю молочно-м'ясового виробництва припадає 16% прибутку, на овочеве виробництво — 14,2%, а на фруктове, в якому переважає вирощування яблук, — 4.6%. Завдяки великим врожаям рису, розвинуте виробництво якісного саке.
Лісництво також займає важливе місце у господарстві префектури. Лісові площі Акіти складають понад 833 тисяч га, з яких збирають близько 703 тисяч м3 деревини. Це 7-й показник за кількістю зібраної деревини у Японії. Головним експортним товаром є криптомерія японська. Крім вивезення деревини, важливою галуззю лісництва є вирощування грибів грифоли кудрявої та шіїтаке.
Поряд з сільським господарством і лісництвом меншим чином розвинено рибальство. У ньому зайнято близько 1 300 чоловік, які щорічно виловлюють понад 10 000 т риби. Провідною морською культурою є японський волосозуб, розведенням якого активно займають з 1992 року. Окрім цього, Акіта постачає на японський рибок крабів, молюсків, камбал і червоних пагрів.

### Вторинний сектор економіки
В Акіті знаходиться близько 2 346 промислових підприємств, на яких зайнято понад 76 тисяч осіб. З кінця 1990-х років у промисловості зросла питома вага виробництва електротоварів, електроприладів і запчастин. На 2006 рік доля цієї галузі від загального прибутку усіх промислових підприємств префектури склала близько 42%. Менш розвиненими є галузі машинобудування, харчової і деревообробної промисловості. Гірництво і видобуток нафти, які приносили прибуток в Акіту протягом 20 століття, наразі перебувають у повному застої через незначні залишки руд і нафти в регіоні.
У префектурі також виготовляють традиційні вироби, які залишаються характерними саме для цих земель впродовж декількох століть. Це акітські ювелірні вироби з тонких срібних дротів, одатський світлий і заокруглений посуд з криптомерії та сакури, середньовічний кацуварський посуд лакований лаком урусі, сембокуські вироби з кори берези і сакури та бочки з актійської криптомерії.

### Третинний сектор економіки
У префектурі Акіта зафіксовано понад 17 тисяч комерційних крамниць. Кількість зайнятих у них становить понад 98 тисяч осіб. Загальний обсяг продаж на цих підприємствах у 2004 році склав понад 26,260 мільярдів єн.

## Транспорт
- Аеропорт Акіта

## Освіта
- Акітський університет

## Культура
Два-три рази на місяць в різних місцях префектури та в різних храмах проводяться традиційні свята-карнавали «мацурі», де можна випити, поїсти та розважитись досхочу.
Особливо багатий на такі святкування лютий, коли робота на селі завмирає. Цього місяця в містечку Нісікі проходить свято паперових ліхтарів, в місті Одате — ярмарок «амекко», місцевих кондитерських виробів, в Оґа — фестиваль Намахаґе Седо (танцюючого демона), в Какунодате і Йокоте — свято Хібурі Камакура (для дітей будують зі снігу хатини, схожі на ескімоські, де вони ласують солодощами), в місті Рокуґо — змагання «такеуті» (фехтування бамбуковими палицями), в Юдзава — шоу собак породи Акіта.